# Préjuce Nakoulma
Nguimbe Préjuce Nakoulma (* 21. dubna 1987, Ouagadougou, Burkina Faso) je fotbalový útočník a reprezentant Burkiny Faso, který v současné době hraje v polském klubu Górnik Zabrze.

## Klubová kariéra
Rodák z Ouagadougou hrál v Burkině Faso za klub CF Ouagadougou. Poté odešel do Polska, kde působil v klubech GKS Granica Lubycza Królewska, Hetman Zamość, Stal Stalowa Wola, Górnik Łęczna, Widzew Łódź (hostování) a Górnik Zabrze (nejprve hostování, poté přestup z Górniku Łęczna).

## Reprezentační kariéra
V seniorské reprezentaci Burkiny Faso debutoval v roce 2012, byl nominován na turnaj Africký pohár národů 2012 v Gabonu a Rovníkové Guineji. O jeho nominaci žádal prezident Burkiny Faso Blaise Compaoré, zanícený fotbalový fanda, když viděl sestřih s jeho góly v polské lize. Burkina Faso skončila v základní skupině B na posledním čtvrtém místě bez zisku bodu. Na Africkém poháru národů 2013 v Jihoafrické republice se probojoval s týmem až do finále proti Nigérii, kde ovšem Burkina Faso podlehla soupeři 0:1.

Zúčastnil se i Afrického poháru národů 2015 v Rovníkové Guineji.